# Yousef Al Otaiba
Yousef Al Otaiba (Arabisch: يوسف العتيبة) (Abu Dhabi, 19 januari 1974) is een diplomaat uit de Verenigde Arabische Emiraten en sinds 2008 ambassadeur voor zijn land in de Verenigde Staten. Op 9 november 2017 werd hij bevorderd tot minister, daarbij aanblijvend als ambassadeur.
Hij is de zoon van Mana Al Otaiba, een voormalige minister van Minerale Grondstoffen en zesmaal voorzitter van de OPEC. Zijn moeder is een Egyptische en een van de vier vrouwen van Mana Al Otaiba. Yousef Al Otaiba is haar enige kind en hij groeide met haar op in Caïro.
In 2000 werd hij directeur internationale zaken voor Mohammed bin Zayed Al Nahyan, de kroonprins van Abu Dhabi. Sinds 22 juni 2008 is hij ambassadeur van de Verenigde Arabische Emiraten in de Verenigde Staten en wist daar grote invloed te verkrijgen. Belangrijke punten bij het behartigen van de belangen van de Verenigde Arabische Emiraten zijn daarbij het tegengaan van politieke islam, zoals dat van de Moslimbroederschap in de nasleep van de Arabische Lente, en het tegengaan de invloed van Iran.
In juni 2017 begon klokkenluiderswebsite GlobalLeaks e-mails van Yousef Al Otaiba te delen. Daarin zijn onder meer verzuchtingen te vinden over het conservatieve Saoedi-Arabië waarmee Abu Dhabi volgens Otaiba 200 jaar lang had gevochten over het wahabisme, zoals het salafisme in Saoedi-Arabië wel wordt genoemd door tegenstanders. Het aantreden van Mohammad bin Salman als Saoedische kroonprins zag hij dan ook als een buitenkans op een voor de Emiraten gunstige hervorming.
Begin november 2017 kwam uit gelekte e-mails naar voren dat Otaiba Banque Havilland in de arm had genomen om een plan op te stellen om een financiële oorlog tegen Qatar te voeren. Sinds 5 juni 2017 verbraken meerdere landen waaronder de Emiraten de diplomatieke banden met Qatar vanwege de vermeende banden met Iran en de Moslimbroederschap.